# Aeroportul Brookhaven
Aeroportul Brookhaven (IATA: WSH, ICAO: KHWV, FAA LID: HWV) este un aeroport din New York, Statele Unite ale Americii.
Situat la o altitudine de 25 m, aeroportul dispune de 2 piste.

## Infrastructură

### Piste
Aeroportul dispune de 2 piste. Pista 06/24 are suprafața de asfalt și dimensiunile 4.200 picioare × 100 picioare. Pista 15/33 are dimensiunile 4.222 picioare × 150 picioare. 